# Y học thế thân
Y học thế thân sử dụng trong nghiên cứu và phát triển y tế, tư vấn lâm sàng, phát hiện và chẩn đoán cũng như hỗ trợ điều trị dựa trên các mẫu hoặc dữ liệu được cá nhân hóa. Bằng cách sử dụng hình đại diện thực hoặc ảo thay vì cơ thể con người, y học thế thân có thể giảm thiểu rủi ro cũng như thời gian và các hạn chế về khoảng cách, có thể đi kèm với việc sử dụng cơ thể thực của bệnh nhân để làm xét nghiệm. 
Y học cổ truyền chủ yếu sử dụng mô tả triệu chứng của chính người bệnh và khám định kỳ để chẩn đoán bệnh thông qua dữ liệu lâm sàng và kinh nghiệm của thầy thuốc. Khi chẩn đoán bệnh, các phương án điều trị hoặc các phương pháp dùng thuốc giống nhau thường được khuyến cáo cho các bệnh tương tự. Tuy nhiên, trên thực tế, các phương pháp điều trị này có tác dụng rất khác nhau dựa trên các bệnh nhân, ngay cả khi họ mắc cùng một căn bệnh. Để phá vỡ lầm tưởng về “loại thuốc phù hợp với tất cả”, một thế hệ thuốc chính xác được cá nhân hóa mới đã được ra mắt, tập trung nhiều hơn vào phân tử sinh học của bệnh (DNA, protein, chất chuyển hóa). Sau khi so sánh, phân tích diễn biến bệnh của bệnh nhân với cơ sở dữ liệu giúp bác sĩ tiên lượng chính xác hơn, thu hẹp phương án điều trị, tăng hiệu quả của bài thuốc so với y học cổ truyền.
Mặc dù xét nghiệm di truyền có thể sử dụng thông tin bộ gen khác nhau của các cá nhân để cung cấp các xét nghiệm tương tự, nhưng nhiều ngành y tế đang tập trung vào Y học thế thân. Đồng thời, họ vẫn đang tiếp tục cải thiện những thiếu sót của xét nghiệm gen.
Hiện tại, vấn đề chính của xét nghiệm di truyền nằm ở chỗ nó có xu hướng bỏ qua tính không đồng nhất của bệnh và nó không thể phản ánh các tương tác động giữa các phân tử sinh học trong cơ thể con người, chẳng hạn như tương tác gen-protein, protein-protein và chất chuyển hóa protein. Đã có một lịch sử lâu đời về việc sử dụng thuốc thế thân để chữa các bệnh như tiểu đường, bệnh Parkinson và ung thư. Trong thời hiện đại, điều quan trọng là phải mở ra cánh cửa cho y học chính xác để cho phép một tương lai y học ung thư thông minh hơn. Cuộc cách mạng y học này sẽ giúp đạt được mục tiêu giúp bệnh nhân điều trị tối đa đồng thời giảm thiểu tác dụng phụ.

## Lịch sử - Từ Y học chính xác đến Y học Thế thân
- Trở lại năm 1979, các nhà khoa học đã có thể sử dụng những tiến bộ trong công nghệ sinh học để chuyển gen insulin của người vào plastids của Escherichia coli. Công nghệ tái tổ hợp gen để sản xuất insulin người bằng cách sử dụng Escherichia coli hoặc nấm men đã trở thành phương pháp chủ yếu để sản xuất insulin cho bệnh nhân tiểu đường loại 1. [5]
- Năm 2003, những tiến bộ trong công nghệ giải trình tự DNA đã giúp dẫn đến việc hoàn thành thành công Dự án Bộ gen người. Kể từ đó, con người không chỉ mở khóa trình tự của gen người, mà xét nghiệm di truyền sau đó cũng được áp dụng cho y học chính xác để tìm ra mối liên hệ giữa các biến thể di truyền cụ thể và bệnh tật. Đặc biệt là sau sự ra đời của phương pháp Giải trình tự thế hệ tiếp theo (NGS), đã có những bước tiến mới trong sự phát triển của công nghệ sinh học và lĩnh vực y tế. Điều này bao gồm đổi mới nghiên cứu công nghệ mới, thuốc thử thử nghiệm và phát triển thuốc. Ngoài ra, việc xây dựng cơ sở dữ liệu di truyền cá nhân hoàn chỉnh hơn được thiết lập và thông tin thuốc hóa học bổ sung đã tiếp tục giúp ích cho các cá nhân. [6]
- Vào tháng 1 năm 2015, cựu Tổng thống Hoa Kỳ Barack Obama đã khởi động "Sáng kiến Y học Chính xác" trong bài phát biểu tại Bang Liên minh của ông, và cam kết thiết lập một cơ sở dữ liệu y tế của hàng triệu người. Mục tiêu chính là để hiểu cách di truyền, lối sống và môi trường của một người có thể giúp xác định phương pháp tốt nhất để điều trị bệnh. Bằng cách thu thập thông tin về chuyển hóa của bệnh nhân, hệ vi sinh vật và dữ liệu chăm sóc sức khỏe trước đó, thông tin này có thể được chia sẻ giữa các nhà cung cấp, nhà nghiên cứu và bệnh nhân khác nhau. Trong khi vẫn đảm bảo quyền riêng tư của bệnh nhân được bảo vệ, sáng kiến này cho phép hiểu sâu hơn về các đặc điểm cụ thể - chẳng hạn như cấu tạo di truyền hoặc cấu trúc di truyền của khối u của một cá nhân - để tiếp tục giúp đỡ nhiều bệnh nhân hơn. [7]
- Với các phương pháp phát hiện gen có độ nhạy cao, các nhà khoa học đã chuyển từ phương pháp điều trị chung. Bằng cách tìm ra gen gốc gây ra đột biến của tế bào bình thường chuyển thành tế bào ung thư, các nhà khoa học có thể có được gen mục tiêu rõ ràng cho các loại thuốc nhắm mục tiêu mà họ sử dụng để điều trị. Các loại thuốc nhắm mục tiêu này bao gồm thuốc phân tử nhỏ và kháng thể đơn dòng. Không giống như các loại thuốc hóa trị, thuốc nhắm mục tiêu có độ chính xác cao và nhắm mục tiêu cụ thể vào các tế bào ung thư có đột biến gen cụ thể mà không ảnh hưởng hoặc gây hại cho các tế bào bình thường. Điều này cho phép có ít tác dụng phụ nhất. [8] Ví dụ cổ điển nhất của liệu pháp nhắm mục tiêu ung thư là ung thư phổi không tế bào nhỏ.[8] Cụ thể, chất ức chế tương ứng EGFR-TKI (Erlotinib, Gefitinib, Afatinib, Osimertinib) được thiết kế để sản xuất quá mức đột biến EGFR-TK. Thông qua công nghệ này, khả năng sống sót của bệnh nhân ung thư phổi giai đoạn cuối được cải thiện đáng kể. [9]
- Ý tưởng về y học thế thân bắt đầu được thúc đẩy. Hiện tại, vẫn đang tiếp tục nghiên cứu để thu hẹp khoảng cách về diễn giải và thông tin lâm sàng cho y học chính xác, điều này giải thích tỷ lệ điều trị ung thư lâm sàng không rõ ràng. Thông thường, hiệu quả điều trị chỉ có thể được xác định sau khi bệnh nhân đã được đích thân điều trị. Tuy nhiên, điều này thường khiến người bệnh bỏ lỡ thời điểm điều trị tối ưu, đồng thời làm tăng khả năng ung thư phát triển do sử dụng thuốc sai cách hoặc không hiệu quả. Do đó, mục tiêu của y học thế thân không phải là thay thế y học chính xác, mà là phản ánh các ứng dụng có lợi của y học chính xác thông qua sự trợ giúp của các công cụ chính xác. Sự đa phương thức và tích hợp của y học hế thân được dự đoán sẽ trở thành một xu hướng mới trong điều trị ung thư và các bệnh khác trong tương lai.

## Khối u Organoids
Các organoids có nguồn gốc từ khối u là các tế bào khối u được nuôi cấy trong ống nghiệm 3D được phân lập từ mô khối u của bệnh nhân. Một số yếu tố tăng trưởng bắt buộc nhất định được thêm vào để thiết lập trạng thái gần với vi môi trường khối u in vivo để tạo thành vi mô khối u. Nguồn mô khối bao gồm mô khối u tại chỗ hoặc tuần hoàn tế bào khối u (CTC) của bệnh nhân. Ngày nay, các chất hữu cơ tạo khối u được thiết lập thành công bao gồm ung thư đại trực tràng, ung thư tuyến tiền liệt, ung thư dạ dày, ung thư vú, ung thư tuyến tụy, ung thư nội mạc tử cung và ung thư buồng trứng.  So với hệ thống nuôi cấy dòng tế bào ung thư trong phòng thí nghiệm, các organoids khối u có thể mô phỏng cấu trúc hình thái và đặc tính chức năng của khối u in vivo và bảo tồn các đặc điểm của tính không đồng nhất của khối u. Điều này mang lại một tiến bộ lớn trong lĩnh vực nghiên cứu và điều trị ung thư, vì nó có thể được sử dụng trong các trường hợp như nhạy cảm với thuốc chống ung thư, nhạy cảm với bức xạ và kiểm tra độ nhạy cảm vật lý. 